# Rusla

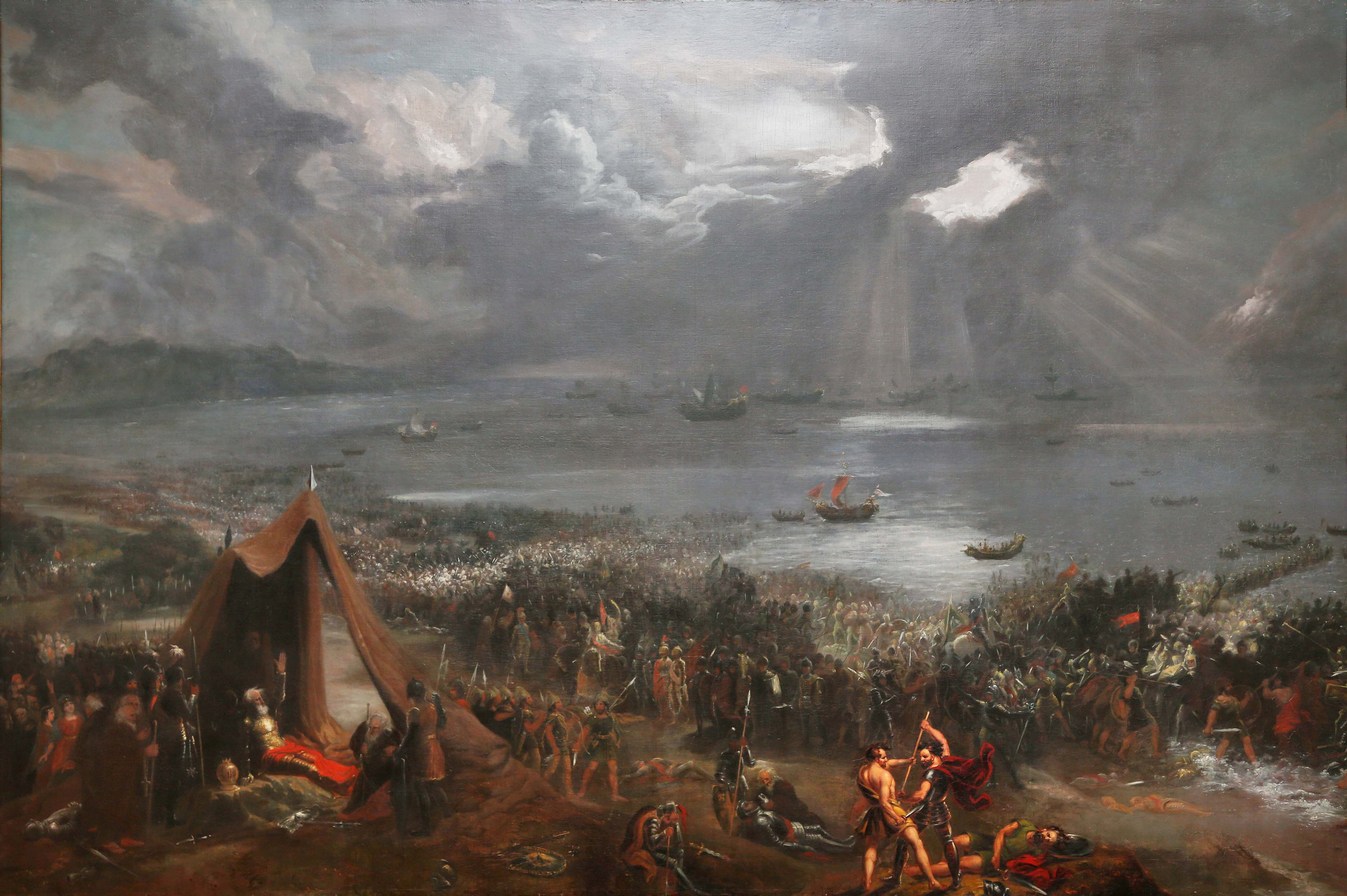
Battaille de Clontarf, huile sur cannevas par Hugh Frazer, 1826.

Rusla, surnommée la « fille rouge » ou « Inghen Ruaidh », est une guerrière skjaldmö norvégienne du Xe siècle mentionnée dans la Geste des Danois de Saxo Grammaticus et les annales irlandaises.

## Biographie
Rusla était la fille d'un Viking, un roi de Télémark appelé Rieg, et la sœur de Tesandus (Thrond), dépossédé de son trône par un roi danois nommé Omund. Rusla forme une flotte viking pour attaquer tous les navires danois afin de se venger de cet affront à son frère. Rusla est toujours accompagnée par une autre femme (certaines sources la citent comme sa sœur), Stikla, qui est son adjointe dans tous les raids. Stikla se tourne vers la piraterie pour éviter le mariage, et son nom est à l'origine de la ville norvégienne de Stiklestad,.
Rusla attaque sans discernement les navires et les villes côtières de l'Islande, du Danemark et des Îles Britanniques. Cependant, Omund étant un roi rusé persuade Tesandus, le frère de Rusla, de se ranger du côté des Danois, en le prenant comme fils adoptif. Tesandus capture finalement sa sœur Rusla, la saisissant par ses tresses, tandis que son équipage la tue à coups de rames.
Selon l'Irlandais Cogad Gaedel re Gallaib son surnom vient de l'Irlandais « Ingean Ruagh », car elle a une réputation de sanguinaire ne prenant pas de prisonniers. Les annales irlandaises citent également Rusla et Stickla pour leur participation à la bataille de Clontarf en 1014. Elles font partie du corps de mercenaires embauché par les Vikings qui ont combattu contre Brian Boru, et Rusla perd ses fils sur le champ de bataille. Rusla est mémorisée historiquement comme la plus cruelle de toutes les guerrières Nordiques.